# Fox Odendaal

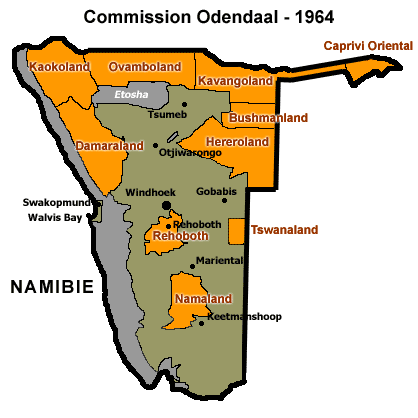
Carte de la Namibie matérialisant les recommandations de la commission Odendaal.

Frans Hendrik Odendaal (1898–1966), connu sous le nom de Fox Odendaal, est un homme politique sud-africain, gouverneur de la province du Transvaal, qui a donné son nom à une commission qu'il présida.

## Commission Odendaal
En 1962, Odendaal est nommé à la tête d'une commission officiellement appelée Commission of Enquiry into South-West Africa Affairs (« Commission d'enquête sur la situation du Sud-Ouest africain ») qui ne tarda pas à être appelée « commission Odendaal » et son rapport le « rapport Odendaal ». La commission termine son travail vers la fin de 1963 et ses conclusions sont remises en 1964.
Le rapport Odendaal contient une série de propositions concernant la mise en place de territoires destinés à un « développement séparé » des différents groupes ethniques du Sud-Ouest africain (l'actuelle Namibie). Le rapport décrit en détail les différentes étapes devant conduire à la création de homelands, semblables aux bantoustans existant déjà en Afrique du Sud. Ses conclusions sont d'abord rejetées par le comité spécial de la décolonisation des Nations unies puis par l’assemblée générale des Nations unies. Malgré cela, le gouvernement sud-africain commence la mise en place du plan Odendaal à partir de 1968.